# Яново (Алтайский край)
Яново — село в Заринском районе Алтайского края России. Административный центр сельского поселения  «Яновский сельсовет».  

## География
Село находится на северо-востоке Алтайского края, в центральной части Заринского района, на берегу реки Аламбай. 
Абсолютная высота — 187 метров над уровнем моря.
Расстояние до районного центра (города Заринск) — 25 км.
уличная сеть
Улицы села: Больничная, Заводская, Заречная, Зелёная, Комарчиха, Молодёжная, Нагорная, Новая, Центральная.

## Население
| 1997 | 1998 | 1999 | 2000 | 2001 | 2002 | 2003 |
| ---- | ---- | ---- | ---- | ---- | ---- | ---- |
| 482  | ↗483 | ↗492 | ↗508 | ↗530 | ↘509 | ↘497 |
| 2004 | 2005 | 2006 | 2007 | 2008 | 2009 | 2010 |
| ↘492 | ↗503 | ↗519 | ↗520 | ↘505 | ↘501 | ↘472 |
| 2011 | 2012 | 2013 |      |      |      |      |
| ↘471 | ↘455 | ↘452 |      |      |      |      |

национальный состав
Согласно результатам переписи 2002 года, в национальной структуре населения русские составляли 91 % от 503 жителей.

## Известные люди, связанные с селом
- Баталов, Сергей Александрович (р.1961) — писатель, жил в Яново с 1962 по 1974 год.
- Вахонин, Григорий Иванович (1919—1973) — Герой Советского Союза.

## Инфраструктура
В Яново имеется основная общеобразовательная школа (МКОУ «Яновская основная общеобразовательная школа»), детский сад, дом культуры (клуб), фельдшерско-акушерский пункт, а также дом отдыха «Лесная даль».

## Транспорт
Относится к числу труднодоступных и отдаленных местностей.
Посёлок доступен по дороге общего пользования межмуниципального значения «подъезд к с. Яново» (идентификационный номер 01 ОП МЗ 01Н-1321) протяжённостью 5,200 км.